# Тибетский мастиф
Тибетский мастиф (тиб. དོ་ཁྱི, кит. 藏獒) — порода собак.

## История породы
Тибетский мастиф — одна из древнейших рабочих пород собак, её представители были сторожевыми псами в тибетских монастырях, а также помогали кочевникам в Гималайских горах. Начиная с первых упоминаний ещё в античные времена, эта порода всегда была окружена мифами и легендами. Аристотель (384—322 гг. до н. э.) и Марко Поло (в знаменитых записках о путешествии в Азию в 1271 г.), а также многие другие авторы отмечают природную силу и мощь тибетских мастифов — как физическую, так и ментальную. Даже лай тибетского мастифа считается уникальным и высокоценным признаком породы. Многие выдающиеся кинологи, такие как Мартин, Менэн, Бекманн, Зибер, а также Штребель и Биландт, очарованные происхождением тибетского мастифа и его местом в тибетской культуре, усиленно занимались его изучением. Первым известным тибетским мастифом, достигшим берегов Западной Европы, был пёс, которого отправил в 1847 году королеве Виктории лорд Чарльз Хардинг (впоследствии ставший вице-королём Индии). Позднее, в 1880-е годы, Эдуард VII привёз в Англию двух собак.   

## Внешний вид
Тибетский мастиф обладает густой ровной шерстью, что позволяет содержать его круглый год под открытым небом, даже не строя конуры. Масса взрослого тибетского мастифа составляет от 60 до 80 кг, рост — 60—77 см.

## Характер
По характеру тибетский мастиф — спокойная, сдержанная собака, сочетающая способность жить в семье и безупречно охранять дом. С другими собаками относительно дружелюбна, но способна адекватно ответить на агрессию. Одной из главных отличительных особенностей породы является независимость по отношению к хозяину. Выведенные для охраны, эти собаки предпочитают бодрствовать по ночам, отсыпаясь в дневное время.
Тибетский мастиф по сообразительности очень напоминает немецкого дога. Собаки этой породы умны, но часто упрямы, потому от хозяина требуются способность проявлять несомненное лидерство и в то же время отличное понимание собачьей психологии. При отсутствии дисциплины и последовательной дрессировки поведение собаки может стать непредсказуемым, что сопряжено с опасностью. Важно уделять внимание социализации собаки, так как предназначенным для сторожевой службы животным свойственна склонность к замкнутости и подозрительности по отношению к незнакомцам. Не имеющим опыта обращения с собаками не рекомендуется заводить тибетского мастифа.